# Théâtre Cyprian Kamil Norwid
Le théâtre Cyprian Kamil Norwid est un théâtre polonais, existant depuis 1904, situé à Jelenia Góra.
Il existe d'abord sous le nom Maison de l'Art et des Associations (en allemand : Kunst und Vereinshaus) puis sous le nom de Théâtre municipal de Jelenia Góra (en allemand : Stadttheater Hirschberg), depuis 1945 sous le nom de Théâtre polonais, et depuis 1974 sous son nom actuel.